# Анрі Муаньє
Анрі Муаньє (фр. Henri Moigneu, 9 березня 1887, Шевії — 14 березня 1937, Фреван) — французький футболіст, що грав на позиції захисника за «Туркуен» та національну збірну Франції.

## Клубна кар'єра
Протягом 1904–1909 років грав за «Туркуен».

## Виступи за збірну
1905 року дебютував в офіційних матчах у складі національної збірної Франції. Протягом чотирьох років провів у її формі 8 матчів.
Помер 14 березня 1937 року на 51-му році життя у Фревані.
| Дата       | Місто     | Господарі  | Результат | Гості   | Турнір           | Голи | Примітки |
| ---------- | --------- | ---------- | --------- | ------- | ---------------- | ---- | -------- |
| 07/05/1905 | Брюссель  | Бельгія    | 7 – 0     | Франція | товариський матч | -    |          |
| 22/04/1906 | Сен-Клу   | Франція    | 0 – 5     | Бельгія | товариський матч | -    |          |
| 01/11/1906 | Париж     | Франція    | 0 – 15    | Англія  | товариський матч | -    |          |
| 21/04/1907 | Брюссель  | Бельгія    | 1 – 2     | Франція | товариський матч | -    |          |
| 08/03/1908 | Женева    | Швейцарія  | 1 – 2     | Франція | товариський матч | -    |          |
| 23/03/1908 | Лондон    | Англія     | 12 – 0    | Франція | товариський матч | -    |          |
| 12/04/1908 | Коломб    | Франція    | 1 – 2     | Бельгія | товариський матч | -    |          |
| 10/05/1908 | Роттердам | Нідерланди | 4 – 1     | Франція | товариський матч | -    |          |
| Усього     |           | Матчів     | 8         |         | Голів            | 0    |          |